# Commercial Aircraft Corporation of China
Commercial Aircraft Corporation of China, Ltd. (COMAC, chinês: 中国商用飞机有限责任公司) é uma empresa aeroespacial estatal chinesa fundada em 11 de maio de 2008 pelo órgão governamental conhecido como Asset Supervision and Administration Commission. Com um capital inicial de 19 bilhões de yuan (equivalente a 2,7 bilhões de dólares), seu objetivo é construir aviões de grande porte, a fim de diminuir a dependência do mercado chinês em relação a Boeing e Airbus.
O primeiro modelo da companhia foi o Comac ARJ21, lançado em 2008 e desenvolvido pela China Aviation Industry Corporation I￼￼. Os próximos serão o Comac C919, com lançamento para 2016, o Comac C929.